# Myrmeleon periculosus
Myrmeleon periculosus är en insektsart som beskrevs av Walker 1853. Myrmeleon periculosus ingår i släktet Myrmeleon och familjen myrlejonsländor. Inga underarter finns listade i Catalogue of Life.